# Klon Davida
Klon Davida (Acer davidii) – gatunek drzewa z rodziny mydleńcowatych (Sapindaceae). Występuje naturalnie w Chinach.

## Morfologia

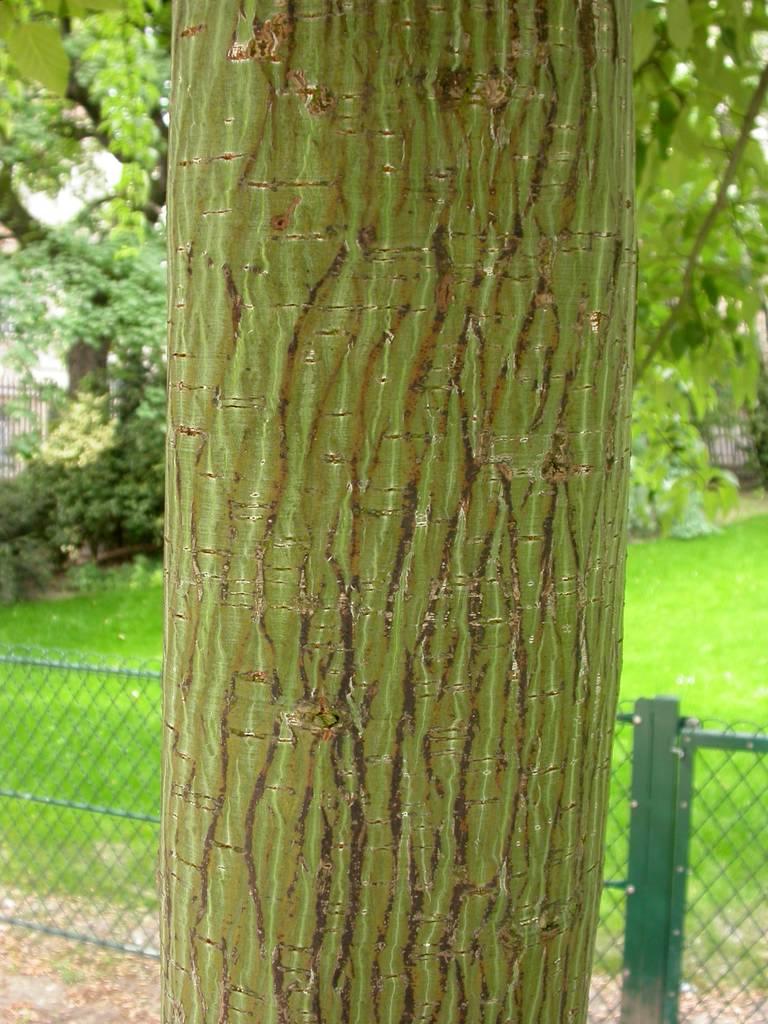
Kora klonu Davida

PokrójDrzewo dorastające do wysokości 10-15 m, o średnica do 40 cm. Pień i gałęzie są mocno pokreślone w zielone i białe paski.
LiścieJajowate, o długości około 15 cm i szerokości 10 cm. Mają kolor ciemnozielony, błyszczący. Jesienią liście przebarwiają się na jaskrawy kolor żółto-pomarańczowy.
KwiatyŻółto-blade, ukazują się wiosną.
OwoceOrzeszki z szeroko rozwartymi skrzydełkami o blado-brązowej barwie.

## Uprawa
W Polsce uprawiany jest jako drzewo ozdobne. Bardzo dobrze znosi mróz. Szybko rośnie na żyznej glebie dobrze odwadnianej. Źle znosi glebę bardzo wilgotną.